# Branchiostoma californiense
Branchiostoma californiense är en ryggsträngsdjurart som beskrevs 1893 av Ethan Allen Andrews. Branchiostoma californiense ingår i släktet Branchiostoma och familjen lansettfiskar. Inga underarter finns listade.